# Roger Ninféi
 (septembre 2024).
Roger Ninféi (né le 30 juillet 1916  à Moyeuvre-Petite, mort le 28 février 2003 à Antony), est un prêtre catholique marianiste. Il fut bâtisseur, éducateur, directeur de plusieurs établissements scolaires parmi les plus importants de France. Il transforma profondément le collège Stanislas de Paris et lança le collège Sainte-Marie d'Antony.

## Formation
Roger Ninféi nait le 30 juillet 1916 à Moyeuvre-Petite, bourgade minière de la Lorraine industrielle.
Un milieu familial chrétien et l’influence des  « Frères de Marie » de l’école de Jœuf toute proche orientent en 1929 Roger Ninféi vers le postulat marianiste d’Antony, suivi de celui de Rèves et l’amènent à entrer au noviciat de Saint-Rémy-Signeulx en Belgique en 1932. C’est le 12 septembre 1933 que Roger prononce ses premiers vœux. Sa formation religieuse et universitaire suit le parcours classique des Marianistes de l’époque : scolasticat à Rèves, puis à Fribourg en Suisse. Il est d'abord enseignant à Art-sur-Meurthe (1937-39) puis il est envoyé à La Rochelle en Charente-Maritime, où il est à la fois enseignant, éducateur, étudiant. Servi par son intelligence, c'est un travailleur acharné.
Il obtient la licence de Lettres classiques en 1942 puis celle de théologie à Fribourg. Il est ensuite ordonné prêtre en 1946. Étudiant à l'Institut catholique de Paris, il obtient le doctorat en théologie en 1948.

## Carrière professionnelle

### Directeur de Sainte-Marie de Monceau à Paris, puis de Sainte-Marie Grand-Lebrun à Bordeaux
Deux ans après, en 1950, ses supérieurs lui confient la direction de l'école privée Sainte-Marie de Monceau à Paris. C’est le début de la démocratisation de l’enseignement. En quelques années, les effectifs de cet établissement passent de quelques centaines à mille deux cents élèves. Ses pairs vantent des qualités de prêtre éducateur et de pédagogue. Cette décennie a permis de déceler en lui les qualités qui font un « grand patron ».
Il est nommé directeur de Sainte-Marie Grand-Lebrun à Bordeaux en 1960. Bordeaux est le berceau de la Société de Marie. L'une des premières préoccupations de Roger Ninféi est alors de faire construire une grande chapelle dans ce collège : baptisée Notre-Dame-des-Grâces, elle marquera son passage.

### Directeur du collège Stanislas de Paris
En 1962, Mgr Veuillot, archevêque de Paris, prié par le provincial marianiste de France de fournir au diocèse un religieux pour la direction du collège Stanislas, le nomme à la tête du collège.
L'institution est vénérable, mais n'a guère évolué depuis 1903 au moment des lois antireligieuses  qui chassèrent de France les congrégations enseignantes. Le père Ninféi se montre alors de nouveau bâtisseur, il s'entoure de personnalités, fait appel à l'architecte Jacques Barge, chargé des monuments civils et palais nationaux, et un nouvel établissement voit le jour. Surnommé « Stan », les bâtiments scolaires, amphithéâtres, restaurant, self-service, piscines, gymnases, foyer d'étudiants, tant en étages qu'en souterrain, sont inaugurés en 1967 et 1969.
Il est alors l'une des principales chevilles ouvrières de l'Alliance des directeurs et directrices de l'enseignement catholique (ADDEC) et de la Revue de l'enseignement chrétien dont il est le premier directeur. En 1970, il laisse la direction au chanoine Georges Ancel (1909-2002).

### Directeur de l'enseignement catholique de Saint-Étienne
Après ces huit ans de construction, une nouvelle tâche lui est confiée : la direction diocésaine de l’enseignement catholique de Saint-Étienne dans la Loire. Ceux qui ont eu à travailler avec lui au cours de cette période se souviennent en particulier de sa compétence  et de ses qualités de diplomate.

### Directeur de Sainte-Marie d'Antony
En 1974, le père Ninféi est nommé directeur de Sainte-Marie d'Antony, poste qu'il occupe durant dix années. Ce collège a été fondé en 1968 dans la banlieue sud de Paris, pour prendre la suite de Sainte-Marie de Monceau à Paris qui venait de fermer (le bâtiment de l'école allait être détruit pour céder la place au siège d'EDF). Le père Ninféi le dote de structures qui permettent à l'établissement de se situer dans le peloton de tête des écoles catholiques de l'Île-de-France. Cet important développement s'est confirmé ensuite : depuis le début des années 1990, l'établissement compte environ 3 200 élèves regroupés en 107 classes, allant de la maternelle aux classes préparatoires, ce qui en fait le plus grand établissement scolaire privé de France, avec le collège Stanislas de Paris.

### Retraite

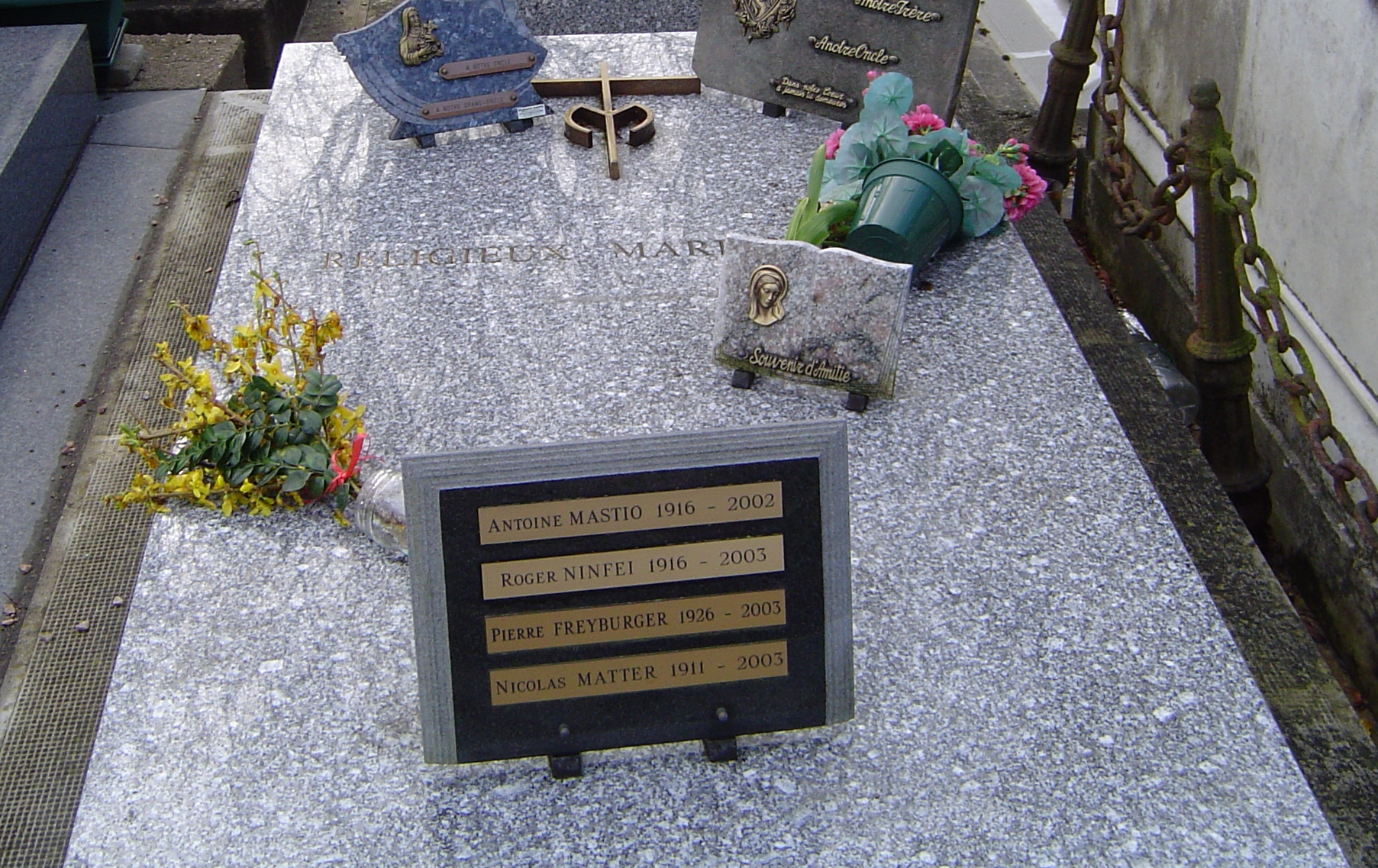
Tombe de Roger Ninféi (photographie du 9 mai 2008).

À 68 ans, le père Ninféi cesse ses activités exécutives pour des raisons de santé. Ses années de retraite sont notamment consacrées à la rédaction d’une monographie sur l’histoire de la « Maison Chénier d'Antony » et des conférences mensuelles au Sillon catholique. Il meurt le 28 février 2003,, puis est inhumé dans l'un des caveaux des Marianistes au cimetière d'Antony.

## Distinctions et hommages
Par décret du 31 décembre 1994, il a été promu officier de l'ordre de la Légion d'honneur au titre du ministère de l'Éducation nationale,.
Le grand bâtiment du collège Stanislas de Paris porte le nom de Bâtiment Ninféi,.

## Œuvres
- Antony - Histoire d'une propriété (Monuments historiques - Grands cahiers - Les maisons et les œuvres 1), [présentation en ligne]